# Sojuz 29
Sojuz 29 byla kosmická loď SSSR z roku 1978, která se svou posádkou absolvovala let k sovětské orbitální stanici Saljut 6. Podle katalogu COSPAR dostala později označení 1978-061A. Byl to 64. registrovaný let kosmické lodě s lidmi na palubě ze Země. Jejím volacím znakem byl FOTON.

## Posádka
Dvoučlennou posádku, druhou základní na Saljutu 6 tvořili tito kosmonauti:
- Vladimir Kovaljonok, 36 roků, druhý let do vesmíru, zde velitel lodě
- Alexandr Ivančenkov, 45 roků, třetí let do vesmíru, zde palubní inženýr

## Průběh letu

### Start
Loď odstartovala 15. června 1978 večer z kosmodromu Bajkonur s pomocí rakety Sojuz U. Start se vydařil, systém automatického přibližování fungoval včetně závěrečné operace pevného spojení, ke kterému došlo 16. června 1978.

### Práce na stanici
O další den později, 17. června 1978 oba kosmonauti přestoupili ze své lodě do stanice. V té době kroužila nad Zemí ve výšce 338–368 km a s dobou oběhu 91 minut.
Stálý pracovní den byl určen na 6–21 hodinu SEČ. Po čtyřech dnech byla stanice zkontrolována a uvedena do plného provozu. Poté byly zahájeny plánované experimenty s tavicí pecí SPLAV a dalekohledem pro registraci submilimetrového záření.

### Návštěvy
Ve dnech 28. června až 5. července byla u stanice na pracovním pobytu loď Sojuz 30 s mezinárodní posádkou Klimuk – Hermaszewski.
Dne 9. července se ke druhému kontaktnímu uzlu stanice připojila zásobovací loď Progress 2. Po vyložení nákladu a využití její zásoby paliva k dosažení vyšší dráhy se 2. srpna oddělila a zanikla v atmosféře.

### Návrat lodě k Zemi

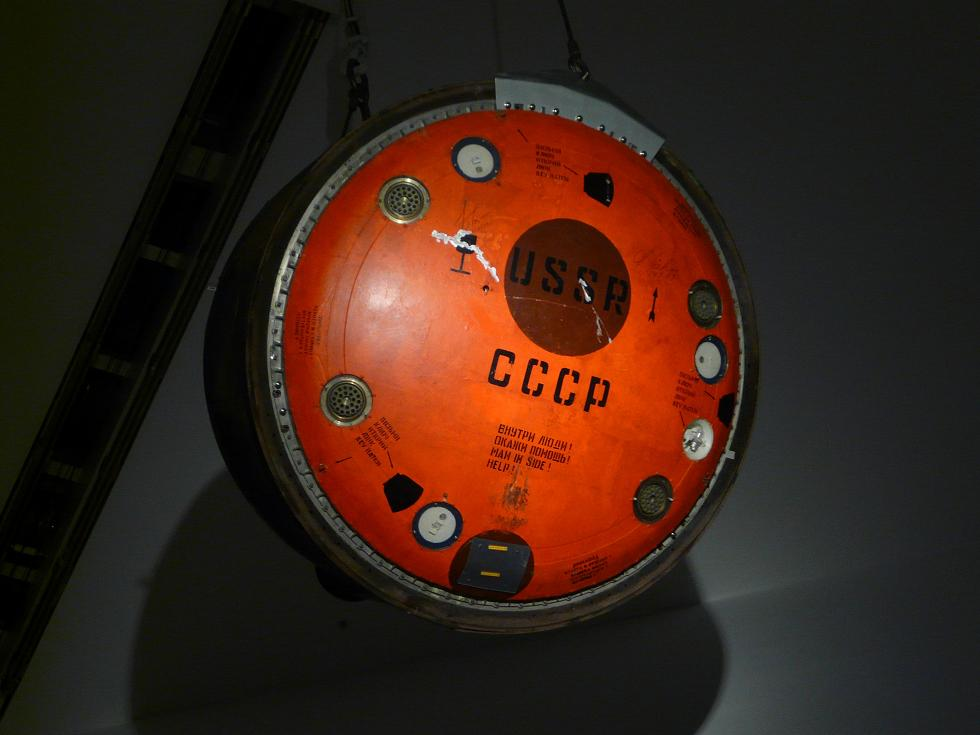
Přistávací kapsle Sojuzu 29 ve vojenském historickém muzeu v Drážďanech

Dne 27. srpna 1978 se ke stanice připojila loď Sojuz 31 s další mezinárodní posádkou Bykovskij – Jähn. Společně celá čtveřice pracovala, návštěva se odpojila 3. září a vrátila na Zemi v lodi stálé posádky, Sojuzu 29. Přistání kabiny se s pomocí padákového systému podařilo na území Kazachstánu, 140 km na jihovýchod od Džezkazganu. 

### Závěr mise základní posádky
Kovaljonok s Ivančenkovem zůstali ve službě na palubě stanice i po odletu lodě, se kterou ze Země startovali. Provedli mj. náročnou operaci přemístění prázdné lodě Sojuz 31 ze zadního k přednímu spojovacímu uzlu.
Dne 6. října se ke stanici připojila další nákladní loď Progress 4, prázdná se odpojila 24. října a zanikla v atmosféře.
Dne 19. srpna 1978 posádka překonala světový rekord v délce pobytu ve vesmíru (držel jej Sojuz 26). Pak zintenzivnili fyzická cvičení, dokončili plánovaná měření a s lodí Sojuz 31 dne 2. listopadu 1978 odletěli na Zem.
Tři měsíce po jejich odletu nastoupila svou službu na Saljutu 6 třetí základní posádka na Sojuzu 32.

## Konstrukce lodě
Udaná startovací hmotnost byla 6 800 kg vč. 200 kg paliva pro manévrování a brzdění. Loď se obdobně jako ostatní lodě Sojuz skládala ze tří částí, kulovité orbitální sekce, návratové kabiny a sekce přístrojové. Měla namontováno spojovací zařízení a padákový systém.